# Nemopterella papio
Nemopterella papio är en insektsart som beskrevs av Bo Tjeder 1967. Nemopterella papio ingår i släktet Nemopterella och familjen Nemopteridae. Inga underarter finns listade i Catalogue of Life.